# 台湾攻击三峡大坝论

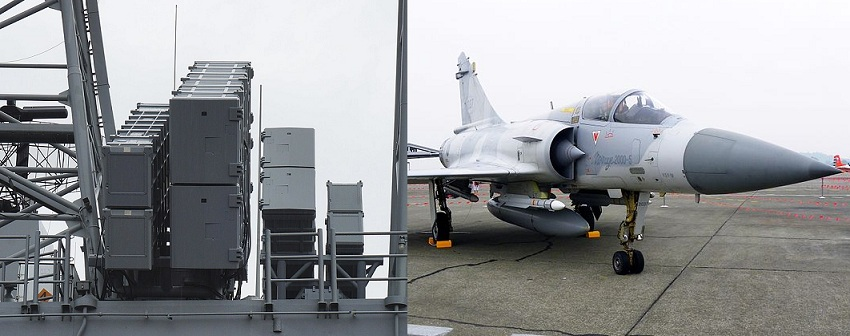
中華民國國軍装备中，被外界认为可以攻击三峡大坝的装备。左侧为中華民國海軍田單號巡防艦装备的导弹发射箱。右侧为中華民國空軍岡山基地的幻象2000戰鬥機。

台灣攻擊三峽大壩是中華民國可能採用的假想的軍事戰略。當与中华人民共和国發生军事衝突時，以中長程飛彈或其他手段，攻击长江上的三峡大坝，造成溃坝，毁灭长江中下游地区。
中華民國國軍攻擊三峽大壩的設想自2002年即已出現在媒體上。美國國防部在2004年《中華人民共和國軍力報告》中首次提出中華民國國軍可能進行這項作戰。中華民國國軍評估有能力執行這項作戰，但否認中華民國會主動發動攻擊。在台灣之外，美國與俄國也被認為有能力執行這項作戰。
中華人民共和國軍方認為三峽大壩在結構上不可能被擊潰。因為這項作戰違反人道主義與國際公約，以及中華人民共和国可能用核武器报復，中華人民共和国官方認為中華民国不可能執行這項作戰。

## 概論
這項戰略是一種非對稱作戰，來自於中華民國國軍決戰境外方針。於2004年5月，美国国防部在向美国国会提交的《中華人民共和國軍力報告》中首次提出这一观点。6月7日，美国《国防新闻周刊》进行报道公开后，中国大陆和媒体普遍相信台湾已对三峡大坝进行情报收集和军事攻击准备，亦在2004年4月份抓获实地勘测大坝的台湾特工。虽然时任中華民國參謀總長李傑上將和國防部副部长蔡明宪在2004年6月相继针对美国国防部提议回应，國軍有能力完成此类军事攻击，但他们并不承认國軍以三峡大坝为军事攻击目标。此后，这一观点成为台湾政客和民众对两岸军事冲突的“典型假想形態”。
2018年1月，臺湾淡江大學整合戰略中心執行長蘇紫雲进一步细化观点，提出两枚中程导弹即可炸毁三峡大坝。台湾人士描述，以击毁三峡大坝的方式，有可能帮助军事相对弱势的中華民国快速结束战争、或达到两岸军事的恐怖平衡，但是必然会遭到严厉的反击。台湾火箭科學家、雄風飛彈專案總工程師張誠则形容为“不对称作战”。
中华人民共和国外交部對這項作戰提出斥責。中国人民解放军将领刘源主張三峽大壩不可能被擊毀。中国大陆官媒环球网認為這項作戰純屬虛構，评价为蘇紫雲以及台独分子、泛绿阵营“白天做梦”。

## 军事攻击方式和溃坝假设

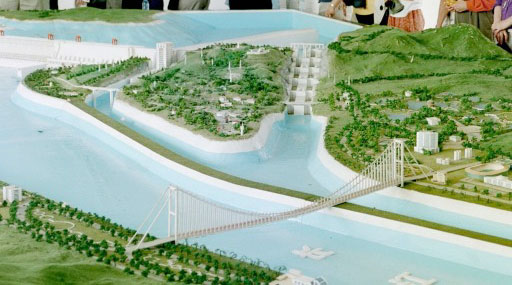
图片显示，从左至右依次是，坝体、升降船闸（升船机）、永久（五级）船闸。中国大陆学者黄理军指，使用少量炸药炸毁升降船闸的钢门，即可使大坝溃坝。

三峡大坝建设前，中国大陆政府已论证三峡大坝受军事攻击、溃坝的后果。最终结论，溃坝会对大坝下游局部地区造成严重损失，但不会对荆江（长江中游）两岸造成毁灭性灾害。而在两岸三地舆论中，一直存在三峡大坝溃坝、毁灭长江中下游地区的假设）。到2020年时，已演变为三峡大坝即将溃坝论。
中華人民共和国在1999年提出超限战概念，認為在未來的戰爭中，该國可以採取一切手段進行戰爭，也包括恐怖主義攻擊，或是破壞生態進行攻擊。台湾《苹果日报》的报道指，中国大陆在2001年911事件后，在恐怖主義攻擊的可能下，开始关注三峡大坝的安全问题。中国大陆媒体报道中，归纳的四种可能性较大地、攻击三峡大坝的方式：
- 战略弹道导弹携带核弹头进行核攻击，从敌方本土直接发射。同时，中国大陆会进行核报复；
- 巡航导弹携带常规弹头进行攻击，从中国大陆境外发射；
- 远程轰炸机进行空袭；
- 特种作战人员（特工）进行地面爆炸。

除了对大坝坝体的攻击外，有亦针对两个船闸（升降船闸、五级船闸）、泄洪孔、导流孔进行特定攻击的说法。2005年，在911恐怖袭击的背景下，中国大陆黄理军的文章指，升降船闸的钢门是大坝人防安全的薄弱环节，已动摇了大坝的人防安全。作者指出中国大陆不能只关注美台传统军事力量，潜在敌人还有特工、国内反对派、恐怖分子等非传统威胁。作者认为，中国大陆当时的自身军力无法阻止其破坏，而这些人在暗中，“对攻击三峡工程大坝的报复性打击的威胁将不起任何作用”。

## 國军攻击预估
2002年，港台媒体报道称，中華民国國軍利用电脑模拟演练对三峡大坝进行“远程攻击”的“战法”。报道描述的电脑模拟演习中，國军派出F-16战斗机联队，以“小牛”式空对地导弹和“灵巧炸弹”打击三峡大坝坝体。國军地对地导弹部队用“新型巡航导弹”——雄風二型反艦飛彈改进型（即日后公开的雄風二E巡弋飛彈）打击大坝的军事防御网。针对“台湾方面的军事威胁”，中国大陆媒体指，中国大陆军方已构建以三峡大坝为中心，多军种、多装备、多层次配置，“基本具备抵御世界级军事强国对三峡大坝实施攻击”的防御体系。保卫三峡大坝的两道主体防御网，分别是“反弹道导弹防御系统”和“大气层内立体拦截体系”。同时，基于中国大陆的综合实力，“三峡大坝遭受核打击的可能性基本不存在”。
2004年6月，解放军中将刘源撰写的文章中，指台湾方面没有实施导弹攻击和地面爆炸的能力，飞机和导弹均没有突破解放军防空网的能力。而“在可预见的未来，国际社会也不会允许台湾有核攻击能力”，台湾无法凭借常规弹头的攻击毁灭三峡大坝。在《环球时报》2004年6月的相关报道中，称由特种作战人员或特工对三峡大坝进行的地面破坏属于國军的“晨曦计划”预定内容。
國軍现役战机中无远程轰炸机。中国大陆作者河内2005年的文章描述，國军拥有的、载弹量最大的两款战斗机——F16战斗机、幻象2000战斗机，可完成攻击三峡大坝的任务。但存在携带的弹药量不足、飞机油量可能无法满足往返航程需求的问题。”。另一方面，台湾至今未拥有战略弹道导弹和核弹头。虽有观点认为需要核弹头才能击毁大坝。
2018年1月，台湾学者蘇紫雲的说法，将所需的中程导弹数量确定为“两枚。”对于蘇紫雲的观点，台湾《尖端科技軍事雜誌》在臉書发文，表示「要用兩枚裝載傳統高爆彈頭的飛彈炸毀三峽大壩基本上可以當笑話……」，指三峡大坝为重力坝，并非容易击毁的应力坝。國防部諮詢委員，軍事專家宋兆文发文表示，中程导弹弹头约500至800公斤，对可抗小型核弹攻击的三峡大坝威胁有限，即使200枚中程导弹同时攻击，“只會造成表面的坑坑疤疤”。《亞太防務》雜誌總編輯鄭繼文接受法国国际广播电台相关访问时，表达了与宋兆文类似的观点，并指攻击三峡大坝是“伪命题”。有作者虽与鄭繼文观点类似，将攻击三峡大坝形容为“萬分之一可能性的趨近假議題”，但仍认为此举可帮助台湾方面现实恐怖平衡。
火箭科學家、雄風飛彈專案總工程師张诚提及的，攻击三峡大坝需要的导弹数量则与蘇紫雲观点大相径庭。他在三立新聞台节目《新台湾加油》中，表示攻击三峡大坝，是所谓的不对称作战。
中華民国2012年開始秘密研發的雲峰飛彈，被假定可能搭配雄風二E巡弋飛彈，用於躲過中華人民共和国的飛彈防禦系統，精準攻擊三峽大壩的弱點。

## 美國攻擊預估
美軍擁有GBU-57巨型钻地弹等被稱為碉堡剋星的特製炸彈，被認為有能力擊破三峽大壩。

## 歷史

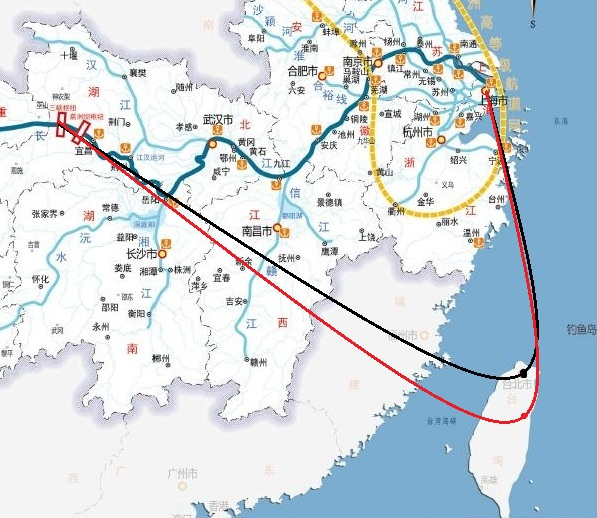
台军飞机、导弹从台北和花莲起飞，进攻上海、三峡大坝的示意图

### 對日戰爭
中華民國政府在1938年曾經在中國河南省執行花园口决堤，透過黃河決堤來阻止大日本帝國陸軍推進。

### 2000年代
陈水扁政府执政时期，两岸关系紧张。2004年5月，美国国防部向国会提交的《中華人民共和國軍力報告》中明确提出國军攻击三峡大坝、反制中国大陆的观点。6月7日，美国《国防新闻周刊》将一建议公开，引发两岸关注。
6月8日晚间，时任中華民國參謀總長李傑上將宴请立法院國防委員會委員。民主進步黨籍立法委員李鎮楠轉述李傑评论：台灣目前已擁有對中國大陸進行反擊的能力，而台灣戰略是達到“以守為攻”的戰力，國防戰略已由“防衛固守，有效嚇阻”走向“有效反制”，目前已達此標準。李傑強調，台灣方面不會去輕啟戰端，但若台灣遭受到攻擊，必會反擊且有能力反擊。但李傑没有正面回答，三峡大坝是否是反擊目標之一，僅表示“那些地點都是我們反擊能力可及之處”。6月9日，时任国防部副部长蔡明宪在中華民國立法院答询时表示，台湾有能力做这类攻击，但不会瞄准三峡大坝，也不会挑衅。
9月25日，时任中華民國行政院院长游錫堃在立法院备询时，提出“你打我台北，我就攻你上海”的恐怖平衡理论。游錫堃说，“你打我100顆，我就打你50顆，你打我台北、高雄，我就打你上海。”台湾媒体追踪报道中，指國家中山科學研究院已研发中程导弹，可以攻击上海等一千公里外的远程目标。时任立法院國防委員會召委的李文忠说，“兩、三年後，我們應該就有能力擁有射程超過一千公里的飛彈，要打上海我想不是問題。”。這個中程導彈指的是當時在暗中研發的雲峰飛彈。
2007年4月26日，中華民國國防部部長李傑在立法院答询立委何敏豪时表示：漢光演習兵推中的“戰術性岸置火力制壓飛彈”（TSMFS），有效射程在一千公里以内，至於是否能打到上海或大陸哪裡他完全不知道，希望外界不要再問，因為上次前行政院長游錫堃說飛彈可以打到三峽大壩，「把我們害死了」。李傑又說，現在反攻大陸根本不在國軍的作戰計畫裡面，台灣不會沒事用飛彈去惹大陸，因為他們用飛彈回擊台灣也承受不起。台方飛彈設定的目標沒有三峡大坝，連一般港口都沒有，這飛彈也不能說是反制武器。27日的报道指，事后媒体就游錫堃未说过打三峡大坝一事询问李傑，李傑不願再多說，並希望外界不要把他的說法又扯上政治。

### 2010年代
2018年1月13日，台湾淡江大学整合战略科技中心执行长蘇紫雲在演讲中提及，面对解放军军机绕台和M503航路事件所带来的军事压力，台湾应向“國防經濟”发展，“必須有正確的投資，例如優先部署1000枚中程飛彈”。演讲之后，现场观众询问，“炸掉三峽水壩需要幾枚飛彈？”蘇紫雲指“兩枚應該就夠了。”同时，他强调“部署飛彈是防禦性質，而且水壩在戰爭法裡是民用目標，並非軍事正當目標”。
除中程导弹能否击毁三峡大坝的质疑外，前立委、国民党籍人士林郁方从国际认同的人道主义角度，否定了蘇紫雲的观点，指「攻擊長江三峽大壩的確可以結束戰爭，只不過，屆時舉白旗的恐怕是滿目蒼夷的臺灣」！亦有作者将蘇紫雲的观点形容为“過度簡化戰爭愚民論點”。
14日，中国大陆官媒《环球时报》所属的环球网撰文，指蘇紫雲的观点从军事角度看不靠谱，並稱其「白天做梦」。同日，蘇紫雲的姐姐黃智賢在臉書发文，称“任何人，都必須嚴厲譴責。用飛彈炸掉三峽大壩這樣的事，連想都不該想，一絲念頭都不可以有。這是反人類罪。”《自由时报》（15日）文章称，黄智贤发文后，获得粉丝和中国大陆网友力挺，但引起台湾网友质疑。台湾网友或将攻击三峡大坝，视为台湾应对中国大陆对台导弹、对台军事演习之类军事威胁的自保手段。
15日，黃智賢在自己主持的《夜问打权》中为蘇紫雲澄清，他并未主张攻击三峡大坝，“炸三峡大坝只要两导弹”仅是他的被动回应。黃智賢同时批判他语气、态度过于轻佻，没有意识到可能引发的效应。16日，环球网撰文向蘇紫雲“致歉”，与黃智賢一样，澄清蘇紫雲“无意煽动‘导弹炸三峡大坝’”、“被绿媒坑了”，但同時指“岛内‘独派’和绿媒在白天做梦”。”

## 日内瓦公約的禁止
1949年8月12日公布的《日內瓦公約第一附加議定書 （页面存档备份，存于）》

第五十六條 對含有危險力量的工程和裝置的保護
一、含有危險力量的工程或裝置，如堤壩和核發電站，即使這類物體是軍事目標，也不應成為攻擊的對象，如果這種攻擊可能引起危險力量的釋放，從而在平民居民中造成嚴重的損失。其他在這類工程或裝置的位置上或在其附近的軍事目標，也不應成為攻擊的對象，如果這種攻擊可能引起該工程或裝置危險力量的釋放，從而在平民居民中造成嚴重的損失。
四、使第一款所載的任何工程、裝置或軍事目標成為報復的對象，是禁止的。

## 類似軍事行動
因為俄國擁有炸弹之父這種特殊武器，被評估有能力破壞三峽大壩。
在俄羅斯入侵烏克蘭戰爭中，在第聂伯河上的卡霍夫卡水电站，於2023年遭受攻擊而潰決。這個事件一般推測是由俄羅斯發動，用來阻止烏克蘭軍的前進。顯示俄國有進行行類似作戰的軍事計劃。
在2022年，烏克蘭擁有的札波羅熱核電廠遭到俄軍攻擊。說明在現代戰爭中，攻擊核電廠與水壩等軍事手段，仍然是存在的，不因《日內瓦公約》而消失。

## 备注
1. ↑  2018年1月，与蘇紫雲两枚中程导弹击毁三峡大坝论相关的报道中。国民党籍人士林郁方認為，「除非對方無力反擊，否則它絕對會動用更可怕的武器進行報復。攻擊長江三峽大壩的確可以結束戰爭，只不過，屆時舉白旗的恐怕是滿目蒼夷的臺灣」[8]。
2. 1 2  2018年1月，来自台湾民报李道勇的观点，“台灣用飛彈打三峽大壩，當然是個萬分之一可能性的趨近假議題，只有在台灣面臨生死關頭，狗急跳牆之下， 看會不會實施，我與汝皆亡！[17]”。
3. ↑  见前两个脚注
4. ↑  2005年黄理军文章原文为“超级大国”[13]，时超级大国仅指美国。
5. 1 2  2018年2月，法国国际广播电台中华世界栏目中，鄭繼文表示：當然，有民進黨立法委員說，台灣的飛彈是否能打到三峽，或者[……]等等。我認為這些論述可能更多是政治語言。因為實際上就軍事來說，你如果用飛彈攻擊三峽大壩，一枚飛彈能否破壞三峽大壩，我認為以台灣的飛彈不裝有核彈頭的狀態下，其實這有點天方夜譚。畢竟三峽大壩它本身[……]我認為如果是非核彈頭的這種傳統飛彈，僅一枚是絕對不可能發生任何效果，或者幾十枚，上百枚或許能達到這樣的功能。但撇開軍事的意義來看，三峽大壩本身並非一個軍事目標[……]我個人認為，這樣攻擊三峽大壩的言行，就軍事上現階段來說，不只不可行，而且它存在一些道德和戰爭行為規範上的問題。因此我認為這樣的一個議題基本上是個偽命題，它本身是一個很虛，而不是一個很務實的想法[16]。
6. ↑  2018年1月15日，《自由时报》文章：“不少黃智賢粉絲還有「翻牆」的中國[大陆]網友，紛紛在貼文下留言力挺，但也有台灣網友留言質疑：「中國[大陆]至少用2千枚飛彈瞄準台灣，但台灣卻不能瞄準三峽大壩以求自保？」、「那要不要也請對岸撤下對準台灣的飛彈，以及任何一切有關台灣的軍事演習？」，兩派網友吵得不可開交，率先在網路上開打。[20]”
7. ↑  环球网撰文原文：“苏专家无意煽动“导弹炸三峡大坝”，这个我们有必要必须严肃澄清……既然不是，就不能说人家是，这是做新闻必须有的态度。”[12]